# Dean Winters
Dean Winters (Nova Iorque, 20 de Julho de 1964) é um ator Americano, talvez mais conhecido por seus papéis de Ryan O'Reily na Série de TV Oz da HBO e Dennis Duffy na 30 Rock da NBC.

## Créditos
Ele tem trabalhado nas séries de TV Law & Order: Special Victims Unit e mais recentemente em Law & Order: Criminal Intent. Ele também trabalhou como convidado em Sex and the City, Third Watch, NYPD Blue, CSI: Miami e 30 Rock, estrelou um papel em Rescue Me. Também estrelou na comédia romântica de 1999 Undercover Angel com Yasmine Bleeth e direct-to-video filme de horror de 2002 Hellraiser: Hellseeker. Fez o papel de Tom em PS, I Love You. Fez ainda o papel do pai do Detetive Sam Tyler na versão americana de Life On Mars. E ainda o papel de namorado da Sarah Connor em Terminator: The Sarah Connor Chronicles. Durante as 8 temporadas da série Brooklyn-99 fez atuou em diversos episódio como "O Abutre", Um arrogante detetive conhecido por “roubar” casos praticamente resolvidos de outros detetives, tomando todo o crédito para si. Além disso, o Abutre também tem uma rivalidade especial com Peralta, ao longo da série.
Winters nasceu em New York City, e tem três irmãos mais novos: Bradford (um escritor), Scott William, e sua irmã Blair. Scott também é ator e fez o irmão de Ryan O'Reily Cyril em Oz. 
Winters também trabalhou na piloto do drama Happy Town na ABC dos criadores do criticado October Road. 

## Filmografia
- Life On Mars (2008-2009) (série de TV)
- Terminator: The Sarah Connor Chronicles (2008-2009) (série de TV)
- 30 Rock (2006, 2008-2009) (série de TV)[1] ("Jack Meets Dennis", "Tracy Does Conan", "The Break Up", "Subway Hero", "Apollo, Apollo")
- PS, I Love You (2007)
- Rescue Me (2004) (série de TV) (2004–2006)
- Hellraiser: Hellseeker (2002) (V)
- Law & Order: Special Victims Unit (1999) (TV series) (1999–2000)
- Undercover Angel (1999)
- Sex and the City (1999) (série de TV)
- Conspiracy Theory (1997)
- Oz (1997–2003) (série de TV)
- John Wick - De Volta ao Jogo (2014)
- Brooklyn Nine-Nine (2013-2021)
- CSI Miami- Raymond Caine